# Jurabergen
Ej att förväxla med Schwäbische Alb och Fränkische Alb i Tyskland, som tidigare ibland kallats för Tyska Jurabergen.
Jurabergen eller fransk-schweiziska Jurabergen är ett bergsområde i östra Frankrike och västra Schweiz.

## Begrepp
Jurabergens avgränsning är inte helt självklar. Ytliga skikt från juraperioden förekommer över sammanhängande områden i östra Frankrike, i nordligaste Schweiz och i bergskedjorna Schwäbische Alb och Fränkische Alb i Tyskland. De senare har tidigare kallats ”Schwäbische Jura” respektive ”Fränkische Jura”. Utmärkande för fransk-schweiziska Jurabergen, som denna artikel handlar om, är att de veckats i samband med alpernas slutliga veckning för fem miljoner år sedan.
Olika sammansättningar kan vara förvirrande: 
Jurabergen (tyska: Juragebirge eller Faltenjura, franska: Massif du Jura) delas efter landskapsformen in i
- Kedjejura (franska: Le Jura plissé, tyska: Kettenjura) och
- Platåjura (franska: Le Jura des Plateaux, tyska: Plateaujura).

De oveckade områdena – som alltså inte tillhör Jurabergen – kallas på franska Le Jura tabulaire, på tyska Tafeljura.

### Etymologi
Bergskedjans namn kommer av det latinska Juria (av keltiskt ursprung) som betyder ’skog’. I sin tur har bergskedjan gett namn åt den geologiska tidsperioden jura liksom åt bergskedjan Montes Jura på månen.

## Naturgeografi

### Utsträckning
Jurabergens veckningar sträcker sig 350 kilometer från Voreppe vid Isère och avviker från Alperna vid Chambéry. De fortsätter i en båge nordväst om Genèvesjön, Neuchâtelsjön och Bielsjön till berget Lägern i Dielsdorf, tio kilometer nordväst om Zürich. Den största bredden, 70 kilometer, nås mellan Yverdon-les-Bains och Besancon.
I Frankrike omfattas delar av departementen Isère, Savoie och Ain i regionen Auvergne-Rhône-Alpes; Jura och  Doubs i regionen Franche-Comté liksom sydligaste Haut-Rhin i Alsace. I Schweiz ligger bergsystemet huvudsakligen i kantonerna Vaud, Neuchâtel, Bern, Jura, Solothurn, Basel-Landschaft och Aargau.

### Topografi

Topografi i Jurabergen (franska begrepp).

Kedjejura i sydost karakteriseras av parallella, symmetriskt veckade, nästan jämnhöga antiklinala bergsryggar. Däremellan löper synklinala längsdalar. I antiklinalerna förekommer flodraviner, antingen längs veckens topp (franska: combe) eller tvärs mot vecken (franska: ruz). Här och var bryts antiklinalerna av trånga tvärdalar (franska: cluse, tyska: Klus), som har uppstått under veckningen när en flod eroderat sig en dal tvärs mot de samtidigt uppstående bergsvecken. Ett typiskt exempel är Gorges de Moutier norr om Moutier i Berns Jura.

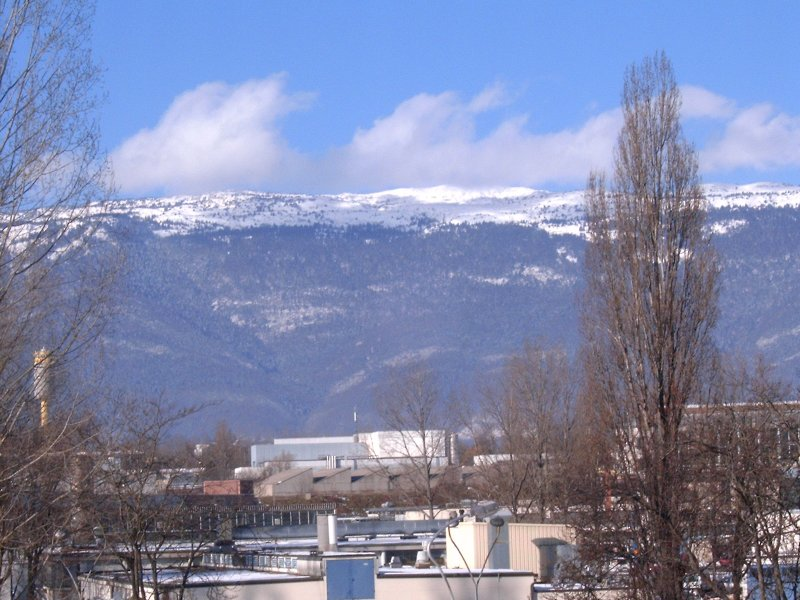
CERN framför Jurabergen.

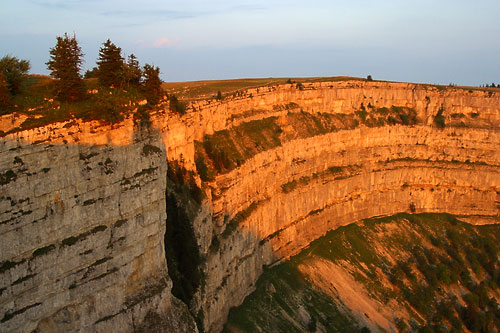
Massivet Creux du Van.

I nordväst övergår bergen i flackt vågiga platåer (platåjura) mellan 500 och 1 000 meter över havet. Dessa områden ligger norr och väster om Pontarlier men också i de schweiziska Franches-Montagnes. 
De sydöstligaste och högsta kedjorna höjer sig brant över schweiziska mittlandet och Genevois. De högsta topparna ligger alla längs Genèvesjön: Crêt de la Neige (1 723 meter över havet) och Reculet (1 720 meter) i Frankrike samt Mont Tendre (1 679 meter; högsta punkten i Schweiz utanför Alperna) och La Dôle (1 677 meter) i Schweiz. I kantonen Neuchâtel och i Franche-Comté är Jurabergen som bredast; här märks topparna Chasseron och Chasseral (båda 1 607 meter) liksom Le Grand Taureau (1 323 meter). Hasenmatt (1 445 meter) och Röti (1 395 meter) ligger norr om Solothurn.

### Vattendrag och sjöar
Kalkstenen gör bergen rika på klyftor, grottor och djupa hål, i vilka floder kan försvinna för att efter kortare eller längre underjordiskt lopp åter träda i dagen. Så är fallet i Col des Roches nära Le Locle.
En större flod i nordöstra delen av Jurabergen är Birs. Centrala Jura avvattnas av Doubs, Loue, Ain, Bienne och Orbe.
Bergssjöarna är små och mest belägna i längddalar, såsom den 9 kilometer långa Lac de Joux i Orbes och Lac de Saint-Point i Doubs' vattenområde; däremot är den sjö, som Doubs bildar på gränsen mellan Frankrike och Schweiz vid Les Brenets, Neuchâtel, en clusesjö.

### Klimat
Jurabergens klimat är jämförelsevis råare än Alpernas; vintrarna är långa och stränga, med mycket snö. Så innehar La Brévine, 1 048 meter över havet, det schweiziska köldrekordet med minus 41,8 grader Celsius.

## Biologi
Vegetationen är karg och kan ibland påminna om Skandinaviens skogar. Betesmarker och skog upptar i norr och väst största delen av berget ända till topparna. Det finns några mossar, exempelvis Etang de Gruère nära Saignelégier.

### Flora
Bland träden överväger gran, ädelgran och bok, men även bergtall och tysklönn förekommer allmänt. I skogens undervegetation  finns bräsmeväxter, klockjulros och ibland krollilja. Runt betesmarkerna växer bergros och silvertistel och i klippområdena kan man se bergdraba och en underart av alpsporren (Linaria alpina ssp. petraea).

### Fauna
Skogsödlan syns varma dagar vid klapperstensfält även i högre områden. Den röda gladan häckar upp till 1 000 m ö.h.. Vid en sovplatsräkning i Schweiz i november 2012 fann man 174 röda glador i Jurabergen. Rådjur och gems förekommer allmänt och jagas.
Svårare att iaktta är de nattaktiva vildsvinen, vildkatterna och lodjuren. Lodjuret återinfördes under slutet av 1900-talet. År 2007 uppskattades tätheten av självständiga lodjur i nordöstra Jurabergen till 1,1 per 100 kvadratkilometer.

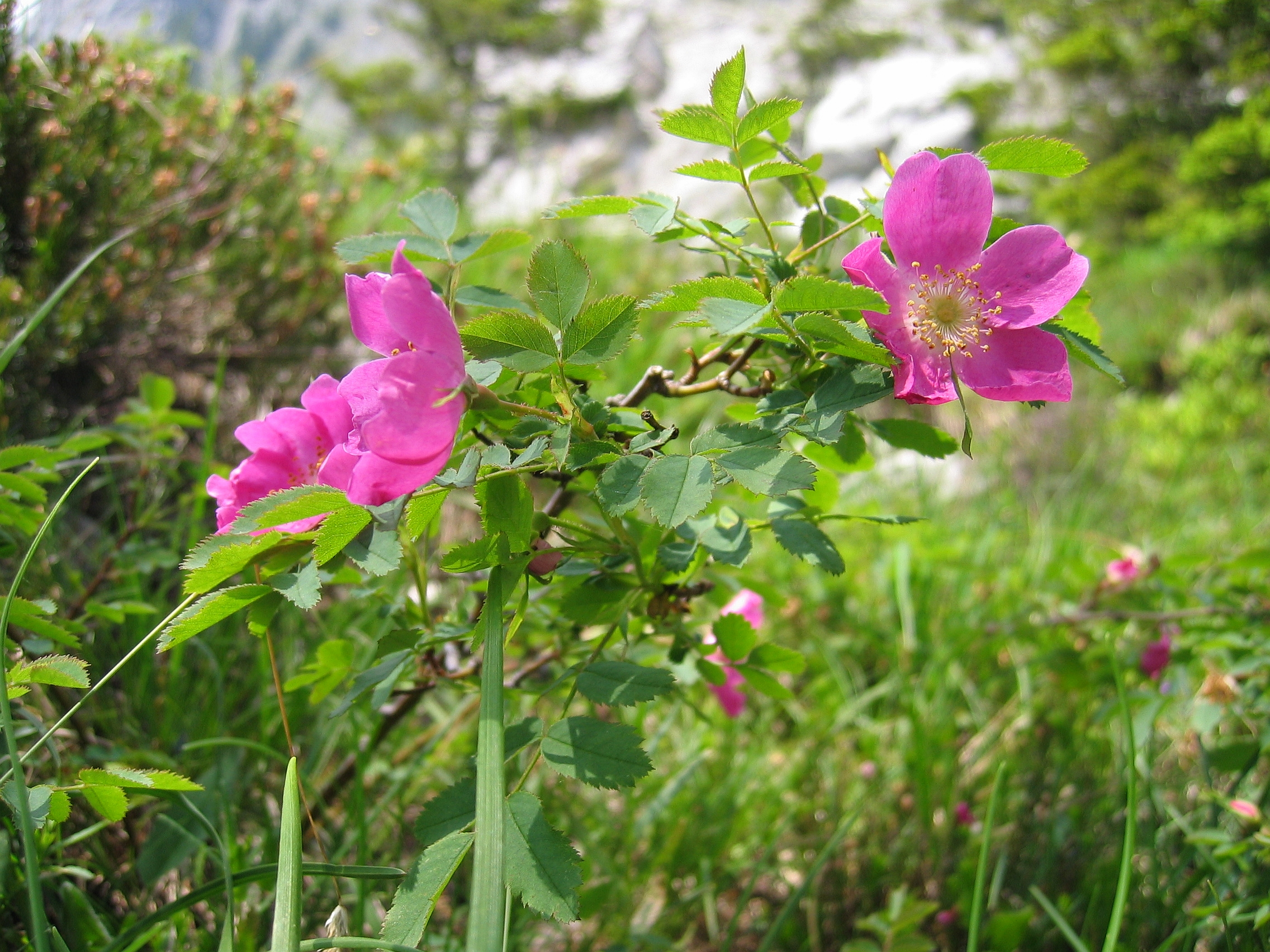
Bergros.
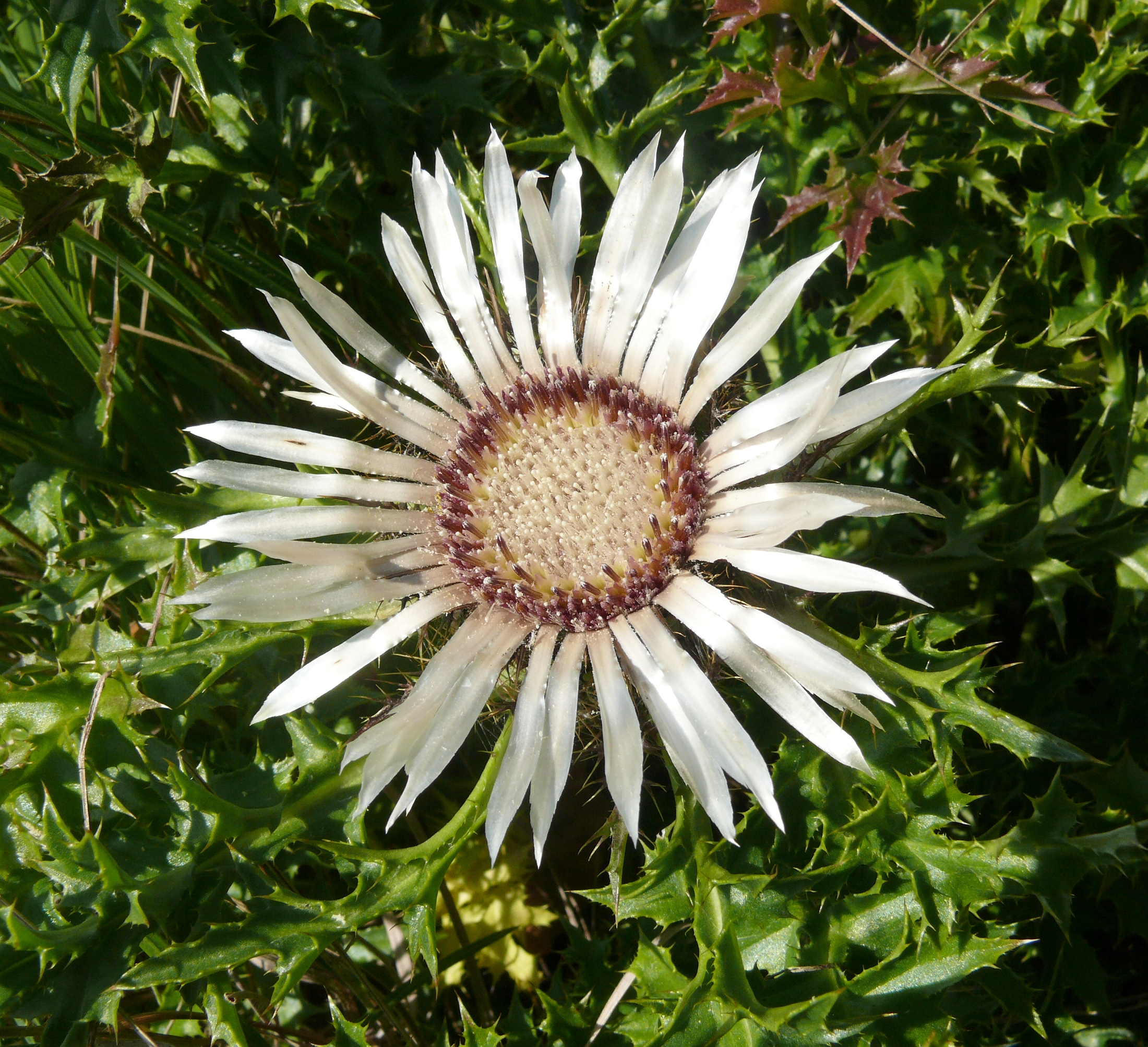
Silvertistel.
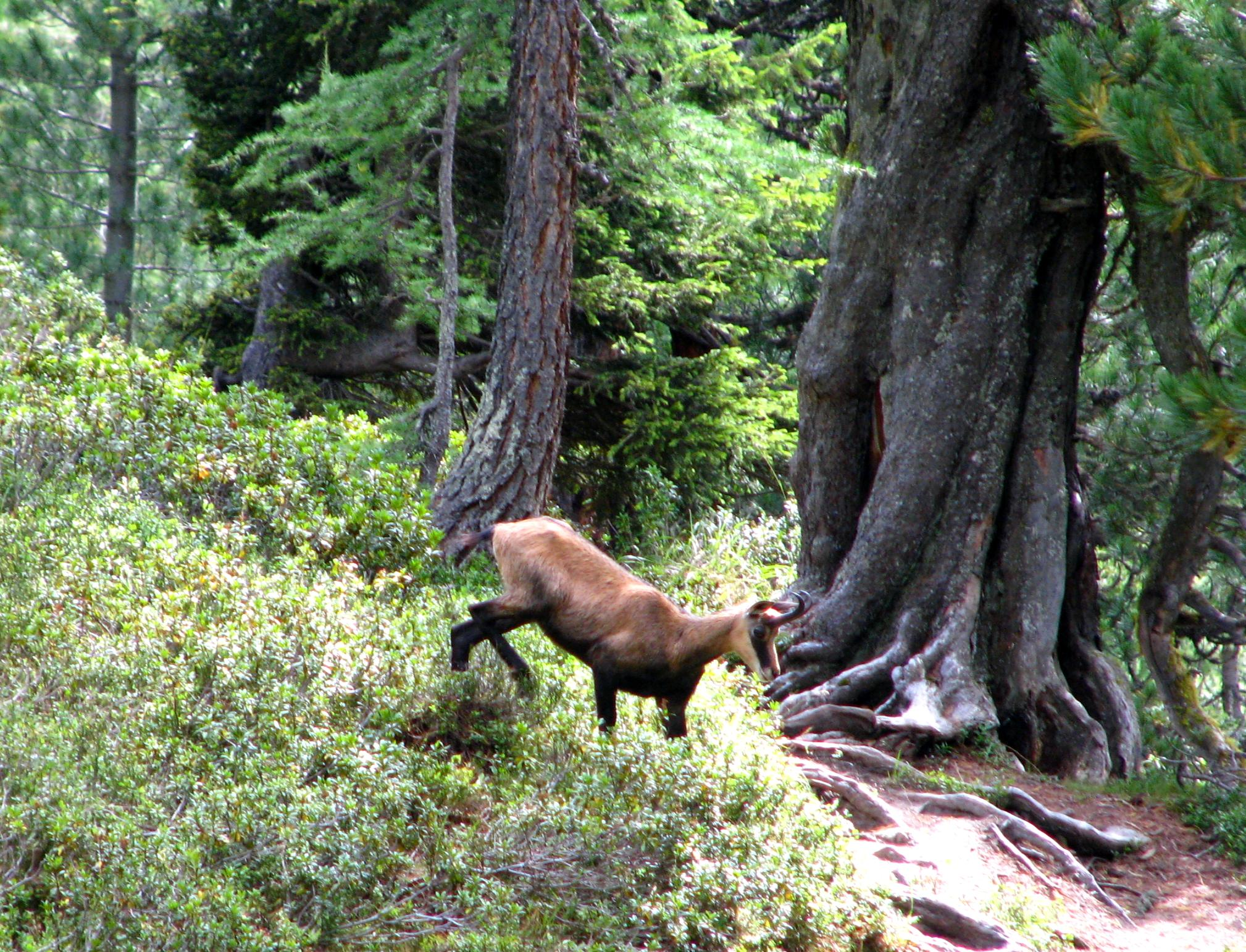
Gems.
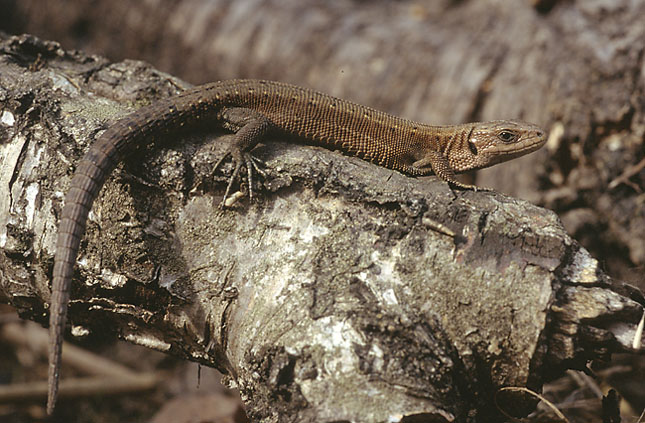
Skogsödla.
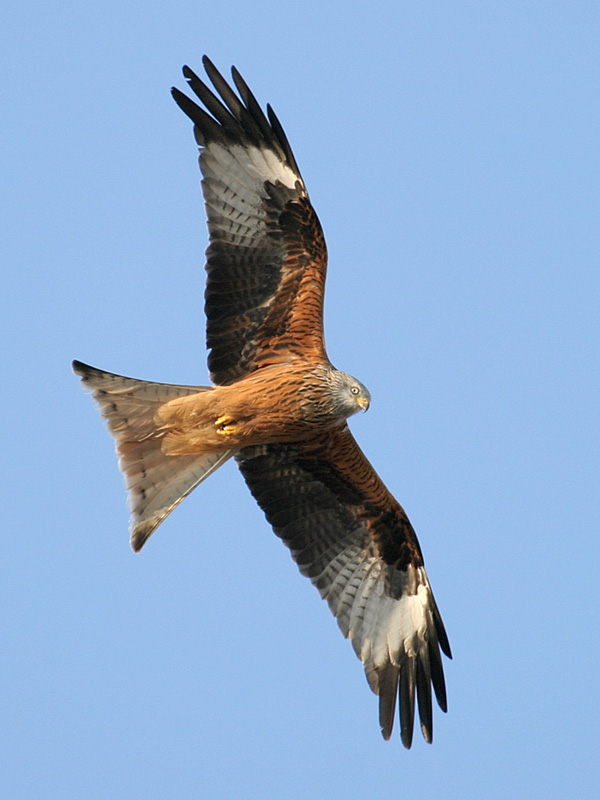
Röd glada.

## Befolkning
Jurabergen omges av större städer som Besançon, Basel, Zürich, Genève och Chambéry. Bergen själva är glest befolkade; endast de industriidkande högdalarna i Ain och kantonerna Vaud, Neuchâtel och Bern uppvisar tätare befolkningskoncentration. De största bergsstäderna är La Chaux-de-Fonds i Neuchâtel och Oyonnax i Ain.
Befolkningen är delad
- politiskt, genom gränsen mellan Frankrike och Schweiz.
- språkligt:
  - franska talas i större delen av området,
  - väster om en linje Grenchen–Basel är tyska det mest talade språket.
- religiöst:
  - romersk-katolska kyrkan är vanligast i Frankrike och de schweiziska kantonerna Jura och Solothurn,
  - kantonerna Vaud, Neuchâtel, Bern, Basel-Landschaft och Aargau är reformert präglade.

## Kultur och näringsliv
Det finns flera gemensamma kulturella och ekonomiska drag.

### Lantbruk, mat och dryck
Den primära sektorn domineras av mjölkproduktion, boskapsuppfödning och skogsnäring. I lågläntare områden odlas körsbär på bergssidorna och spannmål på dalbottnarna. 
Ysterinäringen har lång tradition: en kooperativt ystad ost omnämns redan 1264 i Doubs. Dagens bymejerier ystar lokal mjölk två gånger dagligen; osten lagras ofta i större anläggningar. Några lokala ostar: 
- Tête de Moine från Franches-Montagnes.
- Gruyère, vars namn ursprungligen kommer från grevskapet i nuvarande kantonen Fribourg i Schweiz, men numera tillverkas även i Vaud och Neuchâtel. Fransk gruyèreost kommer från Franche-Comté och Savojen.
- Vacherin Mont-d'Or, som görs såväl i Vaud som i Frankrike.
- Comté från Franche-Comté.
- Morbier från trakten av Morez.

Till vissa ostar, som Comté och Gruyère, får mjölken inte komma från kor som äter ensilage. Detta gör att vallfoder fortfarande torkas till hö, antingen utomhus eller med fläktar.
Andra vanliga matråvaror är öring, matsvamp och, på hösten, viltkött. 
Det bäst kända vinet kommer från Arbois i vinregionen Jura. I Bern och Neuchâtel odlas vin på sydostsluttningarna.
Det görs olika spritdrycker som dricks efter måltiden som digestif: marc, absint, anissprit, kirschwasser och damassine.

### Industri
I Vaud, Neuchâtel och Bern är ur- och finmekanisk industri fortfarande betydande arbetsgivare. Även i Besançon finns urmakarskolor. Nya arbetsplatser har uppstått inom mikroelektronik. Oyonnax, tidigare känt för kammakerier, är numera ett centrum för plastteknologi.

### Byggmaterial och byggnadsstil
På många ställen i Jurabergen har stenbrott anlagts för att utvinna bygg- och dekorationssten. Några av dem går tillbaka på gallisk-romersk aktivitet, som det skyddade kulturminnesmärket La Raisse vid Concise visar. Andra betydande brott finns vid Neuchâtel och i Vue des Alpes-trakten. Denna jurakalksten präglar regionens arkitektur. Exempel på spridning utanför regionen är de som ”marmor” för i huvudsak dekorativa ändamål bearbetade kalkstenarna Jaune Lamartine och Brocatelle de Chassal från Molinges i Jurabergens franska del.
I bergen är traditionella hus låga, breda vitkalkade stenbyggnader med bostad och ladugård under ett svagt lutande tak. Utsatta hussidor skyddas ofta med spån

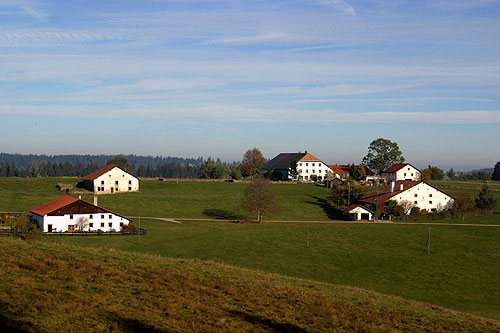
Typiska bondgårdar i Franches-Montagnes.
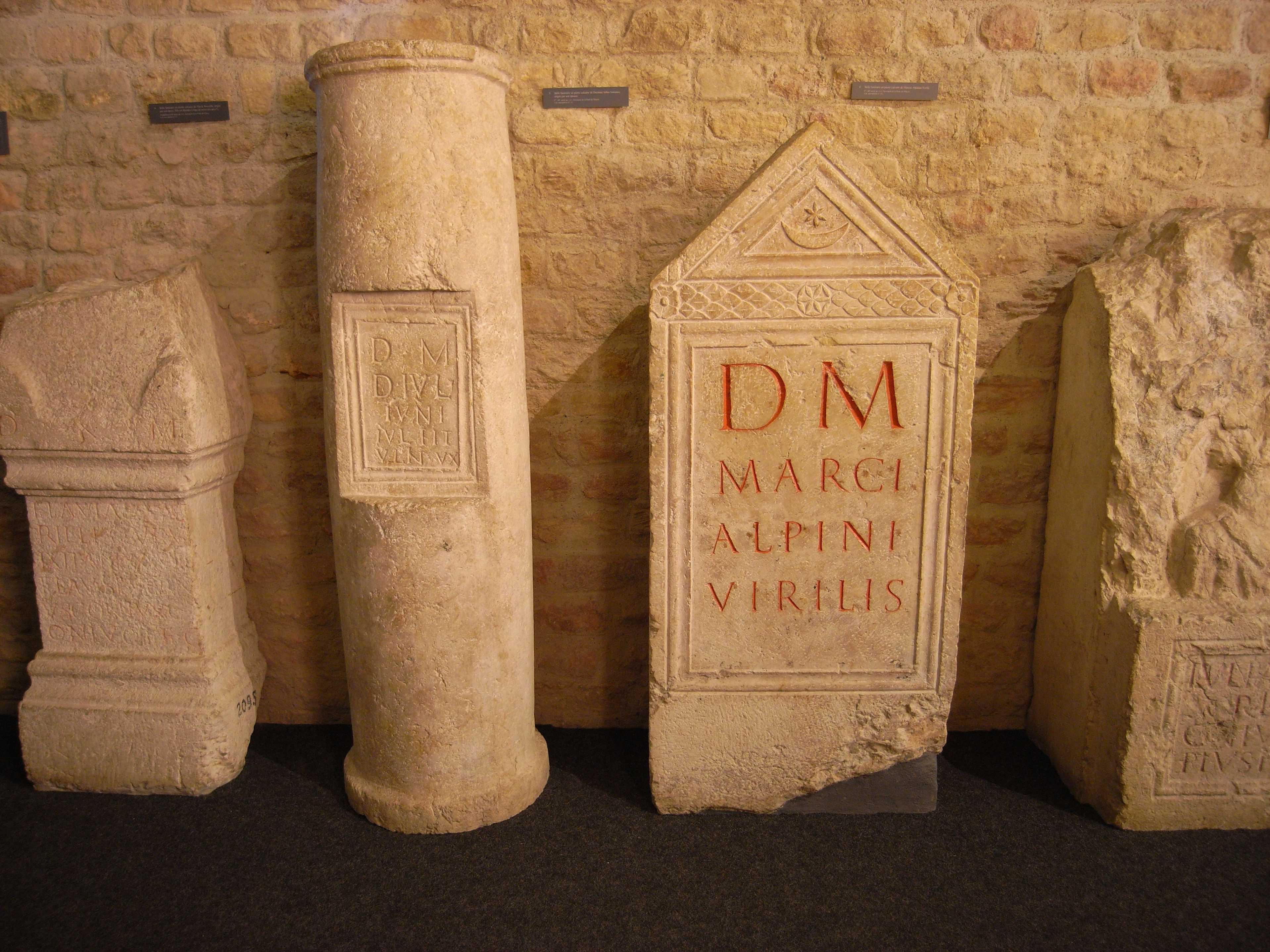
Stelar av jurakalksten från gallisk-romersk tid (Musée romain Avenches).
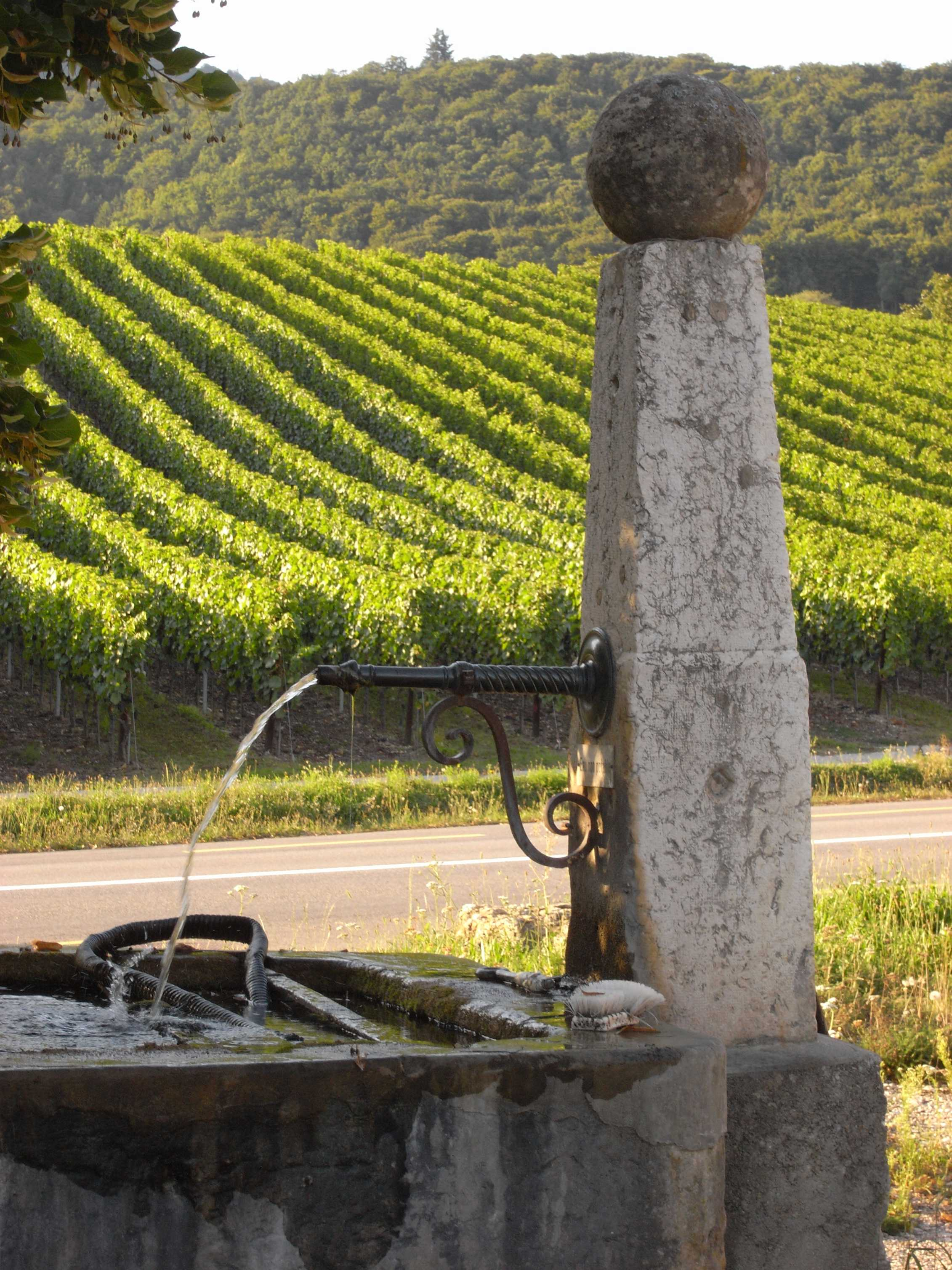
Brunn av regionens kalksten vid Concise.
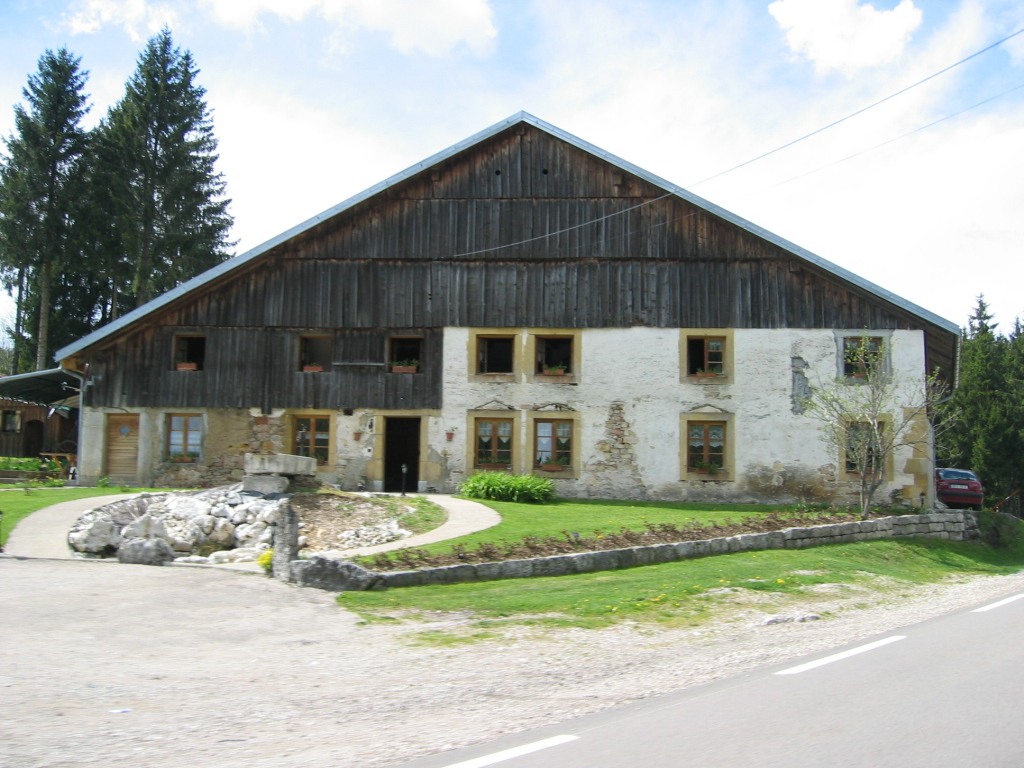
Nära Morteau.
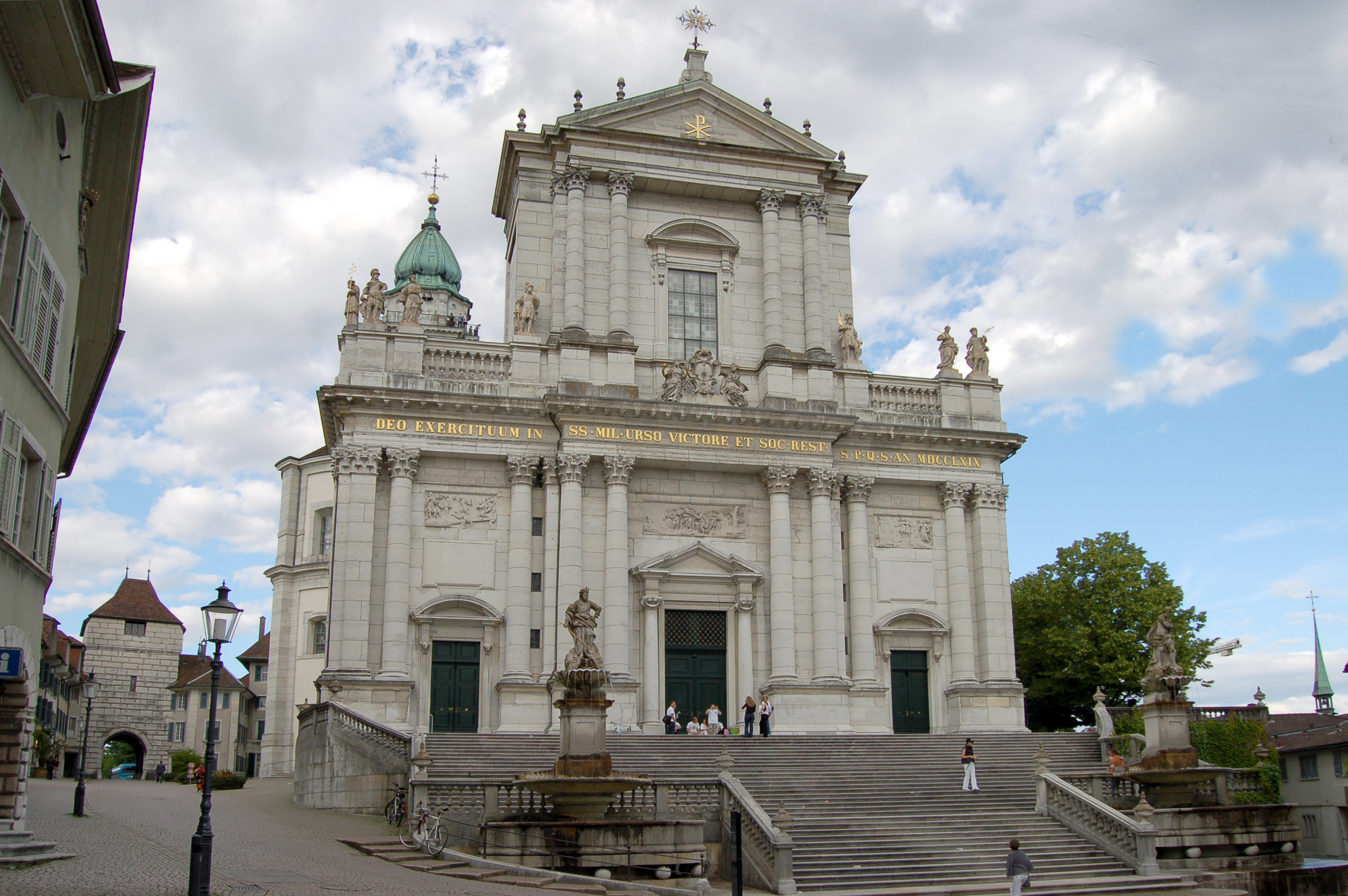
Ursuskatedralen i Solothurn, i bakgrunden Baseltor, båda i kalksten.

## Kommunikationer
De långsträckta bergen försvårar transporterna.

### Vägar
Motorvägar och motortrafikleder som korsar Jurabergen har många tunnlar:
- A1 Basel–Zürich,
- A2 Basel–Luzern,
- A16 (Schweiz) och RN19 (Frankrike) Belfort–Porrentruy–Delémont–Biel (under uppbyggnad),[26]
- J20 Neuchâtel–La Chaux-de-Fonds,
- A40 (med A404 till Oyonnax) Mâcon–Genève,
- A43 Lyon–Chambéry.

Några viktiga passvägar är:
- Col de la Faucille mellan Saint-Claude och Genève,
- Col de Jougne mellan Pontarlier och Vallorbe, samt
- Passet vid Les Verrières mellan Pontarlier och Neuchâtel.

### Järnväg
Trots den låga folktätheten kan många orter nås med järnväg. Det finns både normalspår och smalspår, med större knutar i Frasne, La Chaux-de-Fonds och Delémont. 
Huvudlinjerna är:  
- Basel–Delémont–Grenchen-Biel,
- Porrentruy–Delémont,
- Biel–La Chaux-de-Fonds,
- Neuchâtel–La Chaux-de-Fonds,
- Frasne–Pontarlier–Neuchâtel,
- Frasne–Vallorbe–Lausanne

## Historia
Innan Julius Caesar erövrade Gallien bodde olika keltiska stammar väster och öster om bergen. Romarna anlade flera vägar genom bergen, ungefär på dagens sträckor Vallorbe–Pontarlier, Biel–Montbeliard och Olten–Liestal. 
Under folkvandringstiden vandrade burgunder och, i öster, alemanner in. Först nu började de inre juradalarna runt Moutier och Tavannes befolkas. Vid Frankerrikets delning kom området till Mellanfrankiska riket, blev en del av Burgund och övergick 1032 i Tysk-romerska riket. En tid av feodal splittring följde. 
Runt år 1500 ingick de södra bergen i Savojen. Den västra delen, med Franche-Comté lydde under Habsburg. En nordlig del styrdes av Basels stift, medan östra Jura kontrollerades av städerna Lausanne, Basel, Neuchâtel, Bern och Solothurn. De sistnämnda ingick i Schweiziska edsförbundet. De östra bergstrakterna skildes de facto från det tysk-romerska riket genom Edsförbundets seger i Schwabiska kriget 1499, Basels inträde i förbundet 1501 och Berns erövring av Vaud 1536. Parallellt genomfördes reformationen.
År 1678 erövrade Frankrike Franche-Comté.
Efter Napoleonkrigen blev Vaud, Aargau och Neuchâtel fullvärdiga kantoner i Schweiz. Större delen av Basels stifts område tillföll kantonen Bern, men den nordligaste, övervägande katolska delen blev efter en lång process 1979 en egen kanton under namnet Jura. Efter en kris fick kantonen Basel-Landschaft bilda halvkanton 1833. 
År 1860 tillföll Savojen Frankrike. Samma år öppnade ett fransk-schweiziskt bolag järnvägen från Pontarlier till Neuchâtel. Även andra sträckor finansierades gemensamt av Frankrike och Schweiz, så Grenchenbergtunneln, 1911-15.
Industrikriserna på 1970-talet följdes av en befolkningsminskning. Åren 2009-2013 ökade dock åter invånartalet i kantonerna Jura och Neuchâtel. Olika infrastrukturprojekt har startas och man främjar turismen.

### Näringslivshistoria
Under 1400-, 1500- och 1600-talen blev järnhanteringen betydelsefull. Trakten runt Delémont var en stor malmproducent och flera masugnar anlades. Även glastillverkning förekom. Under 1600-talet organiserade förläggare från Basel och Genève hemarbete inom textil- och urtillverkning. Under 1700-talet växte urtillverkningen i Neuchâtel, dessutom anlades flera textilfabriker och boktryckerier. 
I Val-de-Travers utvanns från 1714 till 1986 naturasfalt.
Under 1800- och 1900-talen hade urtillverkningen blivit en huvudnäring i kantonerna Bern och Neuchâtel men även i Franche-Comté. Konkurrens från asiatiska kvartsur ledde under 1970-talet till en kraftig tillbakagång: 1965 arbetade i Schweiz 70 000 människor med urtillverkning. Under 1980-talet var det drygt 30 000.

## Turism

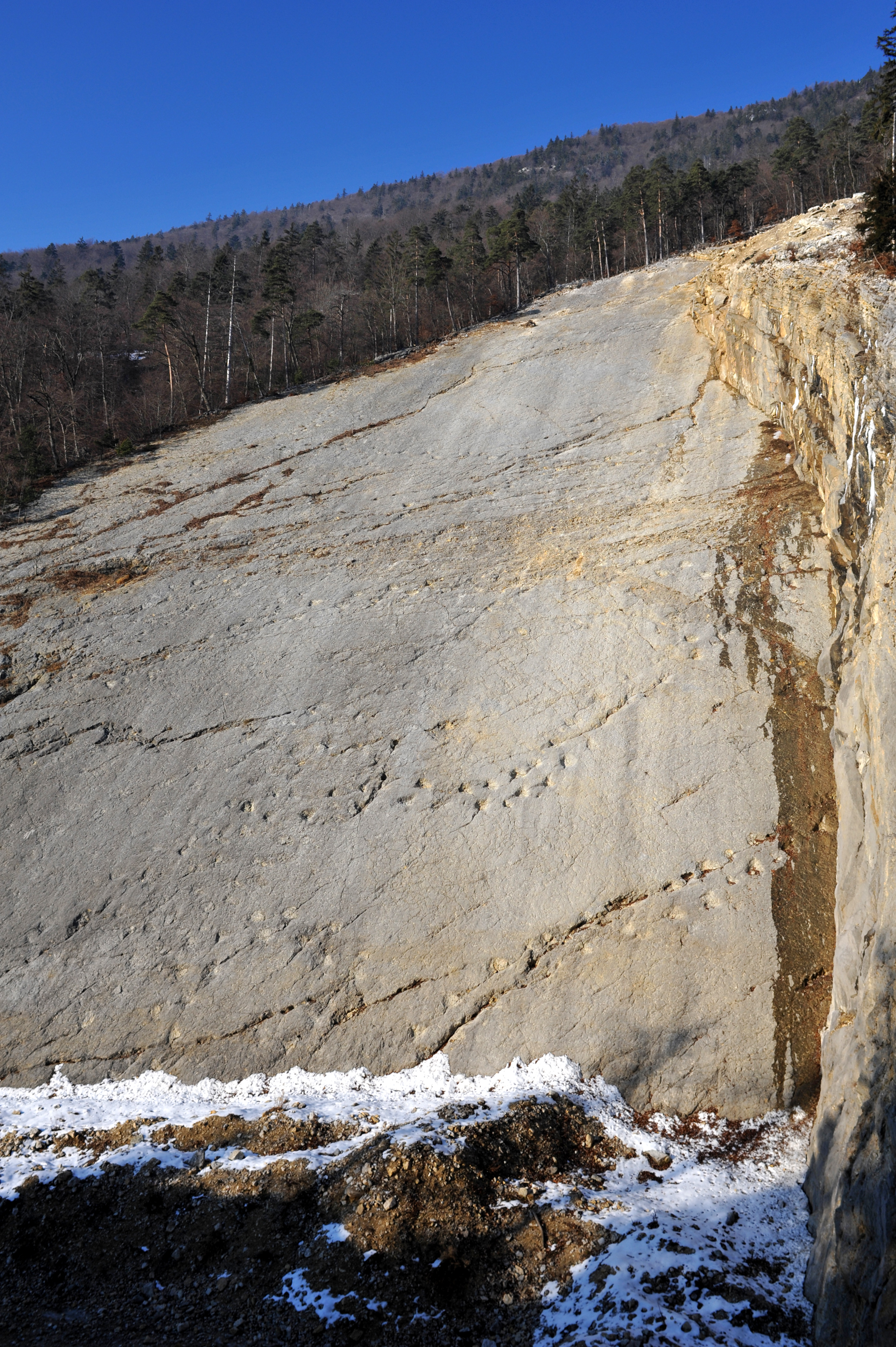
Dinosauriespår från yngre jura vid Lommiswil.

Turismen är inte så starkt utbyggd som i Alperna. Det finns många flodkanjoner och med guide kan man besöka grottor. 
Fiske, ridning, vandring och längdskidåkning är vanliga aktiviteter.
Några kulturminnen och museer:
- Den underjordiska kvarnen vid Col-de-Roches nära Le Locle.[30]
- Det finns flera urmuseer. Ett av de större är Musée Internationale de Horlogerie i La Chaux-de-Fonds.[31]
- Vid Sainte-Croix i Vaud finns två museer, specialiserade på speldosor och mekaniska leksaker.[32]
- Den vackert belägna staden Saint-Claude, Jura med katedral och pipmakarmuseum.[12]
- I Val-de-Travers i kantonen Neuchâtel kan man besöka en nedlagd asfaltgruva.

Andra sevärdheter:
- I ett stenbrott i Lomiswil, nära Solothurn syns dinosauriespår på en stor bergvägg[33]